# Delias nigrina
The Black Jezebel or Common Jezabel (Delias nigrina) là một loài bướm thuộc họ Pieridae. It is found along the eastern seaboard of Úc, from Queensland, through New South Wales to Victoria.
Sải cánh dài 40 mm.
Ấu trùng ăn Amyema cambagei, Amyema congener, Amyema miquelii, Amyema quandang, Dendrophthoe curvata, Dendrophthoe glabrescens, Dendrophthoe vitellina, Muellerina celastroides and Muellerina eucalyptoides.

## Gallery

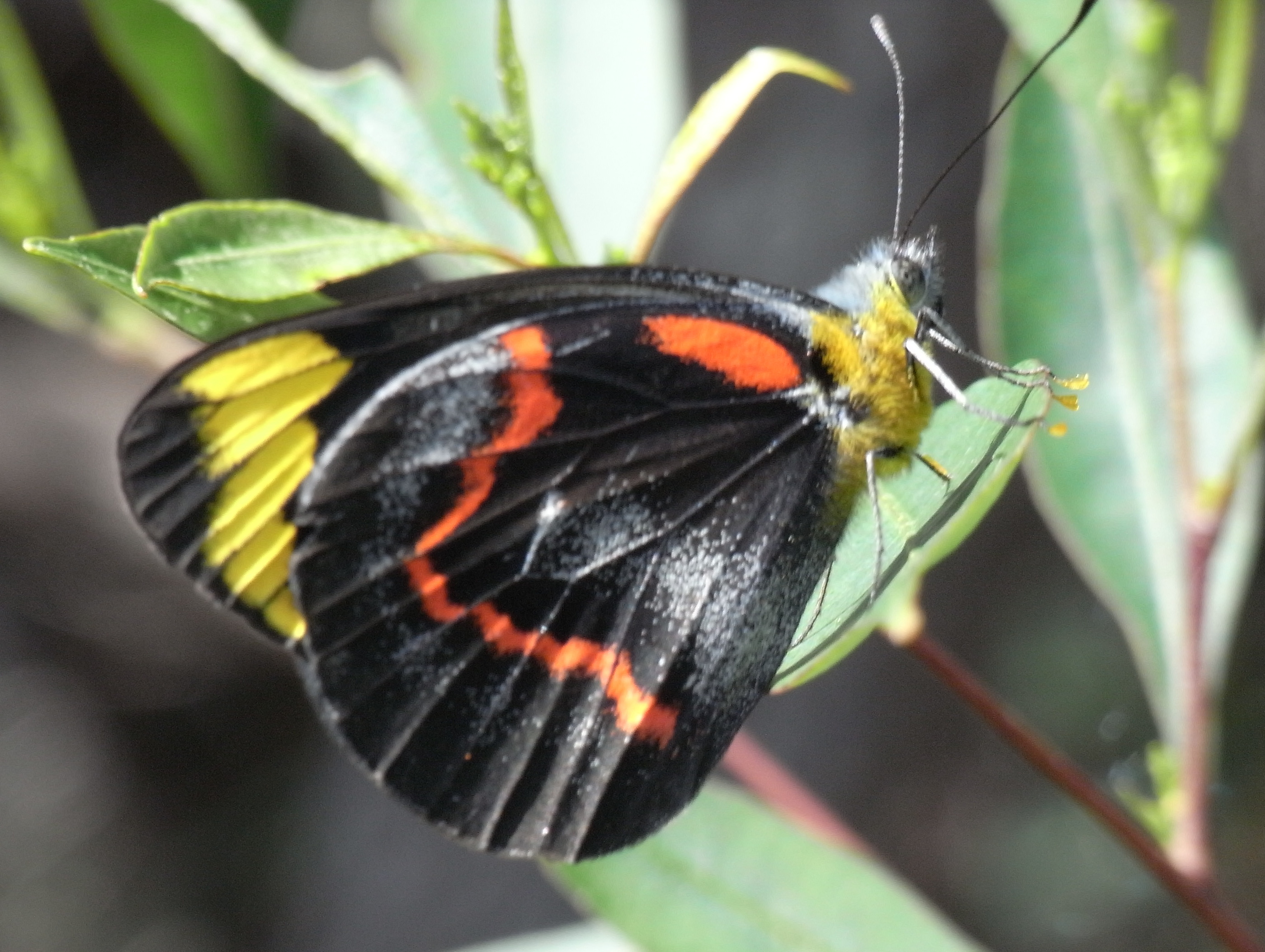
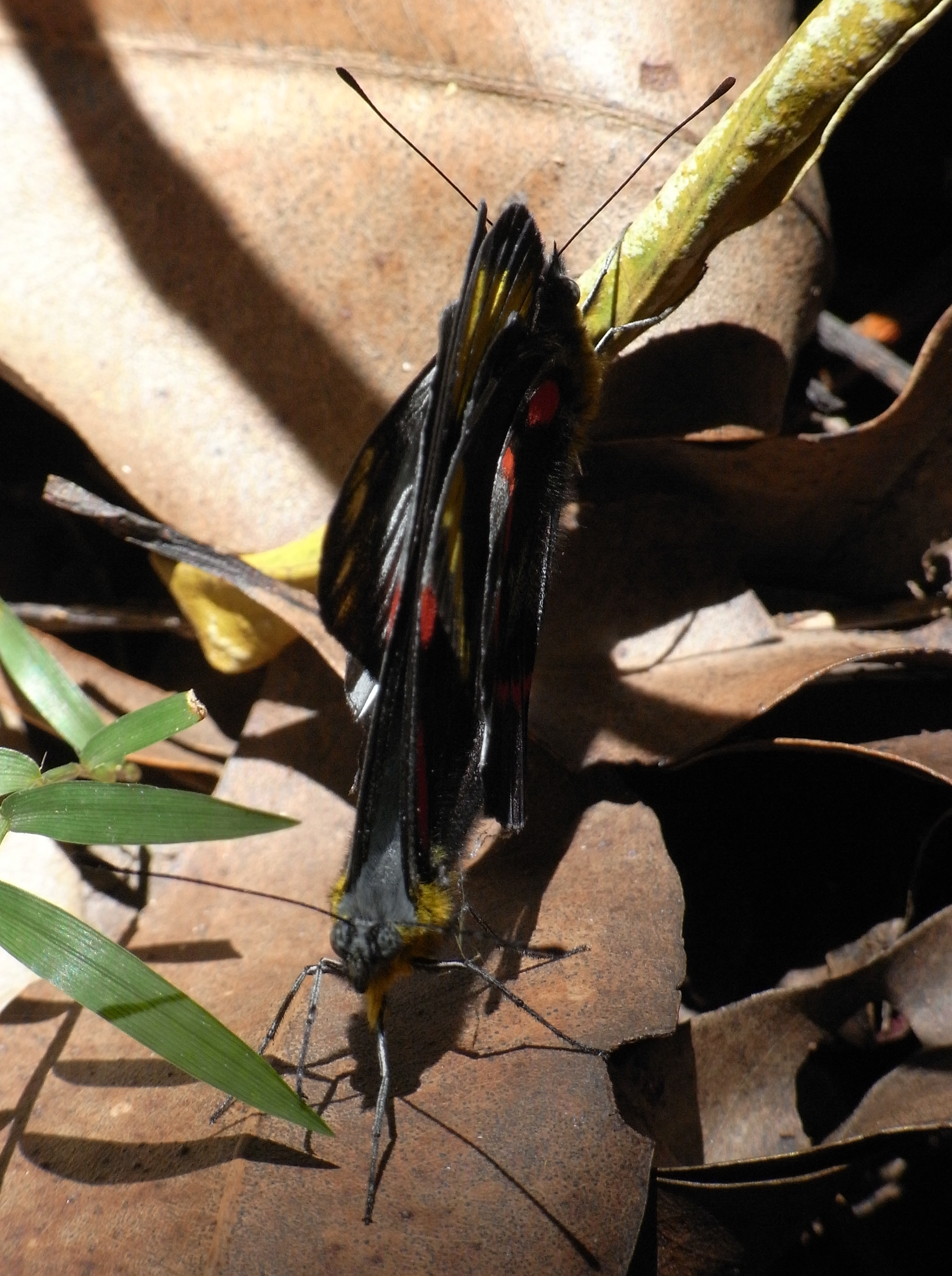
Mating, front view
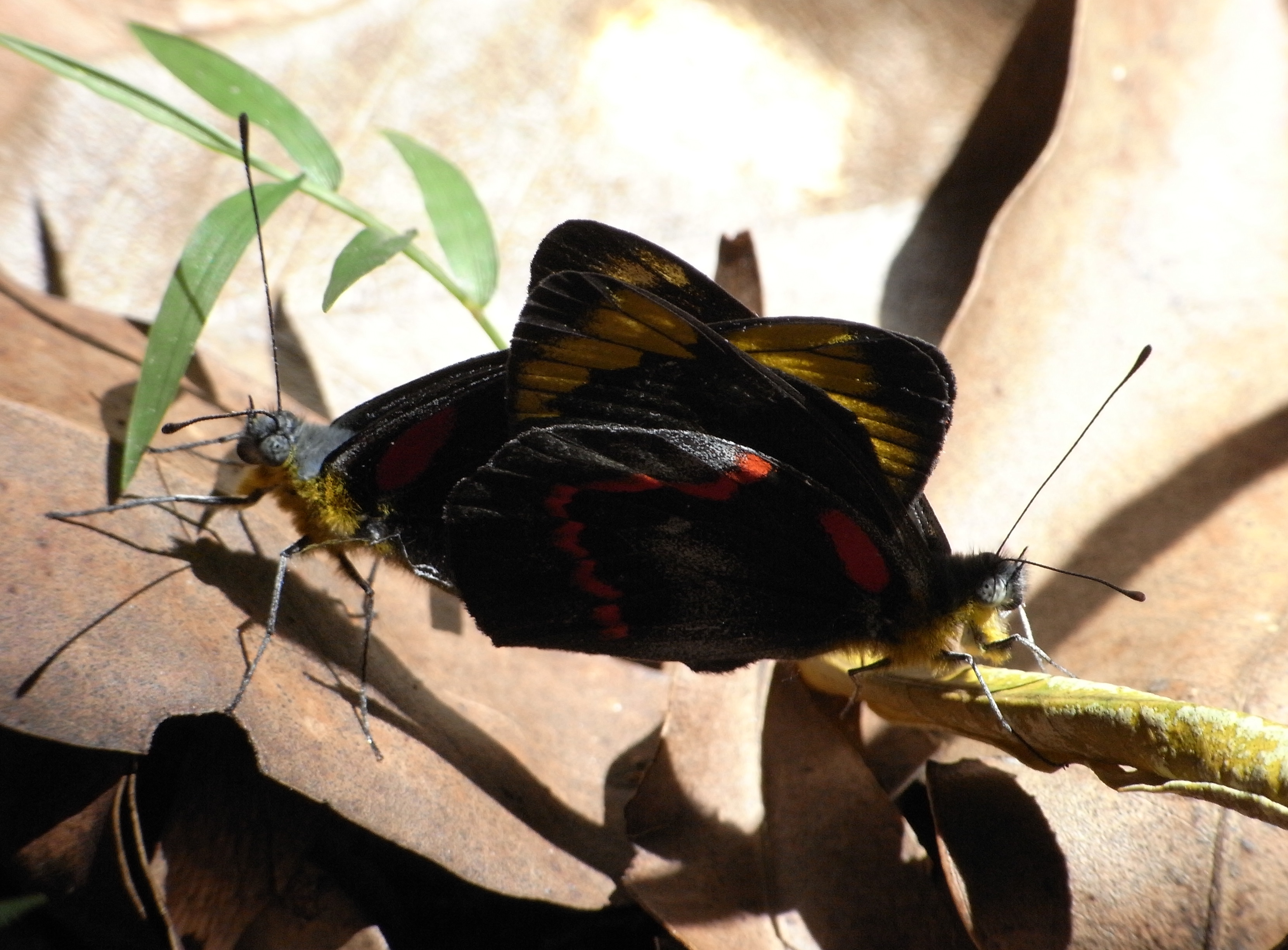
Mating, side view